# James Davison (pilote automobile)
Pour les articles homonymes, voir James Davison.
James Davison (né le 28 août 1986 à Melbourne) est un pilote automobile australien.

## Biographie

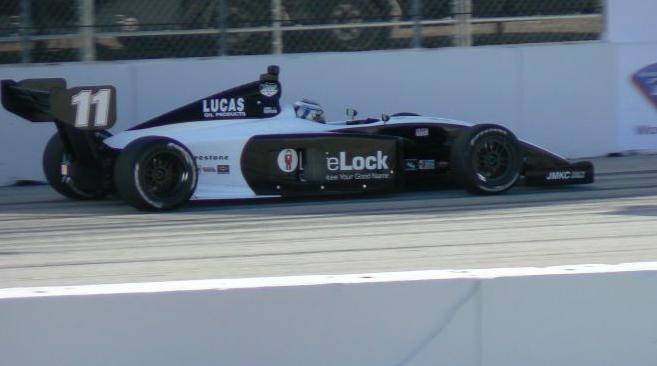
James Davison en 2008, en Indy Lights.

James Davison fait ses débuts en compétition en 2004. Il remporte une victoire en Formule BMW USA en 2005. En 2007, il fait ses débuts en Star Mazda, remporte une victoire, et termine vice-champion de la discipline. Il passe en Indy Lights la saison suivante et remporte sa première victoire dans la catégorie. En 2009, il est sacré vice-champion Indy Lights 2009, après avoir gagné une course.
En 2010, il se tourne vers l'endurance avec le Grand American Rolex Series, championnat d'endurance nord-américain, centré sur les 24 Heures de Daytona. Il participe à cinq courses de 2010 à 2012. Il participe à d'autres compétitions, comme le MSC F5000 Tasman Cup Revival Series, et remporte une victoire en 2012.
Il fait ses débuts en IndyCar Series en 2013, et participe à deux courses ; il termine 32e du championnat, avec pour meilleur résultat une quinzième place. La saison suivante, il participe aux 500 miles d'Indianapolis, et termine seizième de la prestigieuse course.
Toujours en 2014, TRG-AMR North America nomme Davison pilote titulaire pour le United SportsCar Championship (USCC), championnat d'endurance nord-américain. Il termine 21e du championnat, mais est le pilote ayant réalisé le plus de positions de pointe de la saison, même s'il ne remporte aucune victoire.

## Palmarès
- Vice-champion de Star Mazda en 2007.
- Vice-champion d'Indy Lights en 2009.